# UCI-Cyclocross-Saison 2007/08
Die Cyclocross-Saison 2007/2008 begann im September 2007 und dauerte bis zum Februar 2008. Die einzelnen Rennen waren in drei Kategorien eingestuft. Die höchste Kategorie CDM waren Rennen des Weltcups, für den es eine spezielle Punktewertung gibt. Dahinter standen die Rennen in den Kategorien C1 und C2. Bei den Rennen wurden Punkte für die Weltrangliste vergeben.

## Gesamtstand
(Endstand)
| Platz | Fahrer                | Punkte |
| ----- | --------------------- | ------ |
| 1.    | Sven Nys              | 2800   |
| 2.    | Lars Boom             | 2432   |
| 3.    | Bart Wellens          | 2330   |
| 4.    | Erwin Vervecken       | 1953   |
| 5.    | Zdeněk Štybar         | 1838   |
| 6.    | Klaas Vantornout      | 1772   |
| 7.    | Sven Vanthourenhout   | 1479   |
| 8.    | Richard Groenendaal   | 1404   |
| 9.    | Christian Heule       | 1302   |
| 10.   | Bart Aernouts         | 1202   |
| 11.   | Niels Albert          | 1205   |
| 12.   | Francis Mourey        | 1161   |
| 13.   | Kevin Pauwels         | 1120   |
| 14.   | Radomír Šimůnek       | 1101   |
| 15.   | Gerben de Knegt       | 1042   |
| 16.   | Thijs Al              | 876    |
| 17.   | Jonathan Page         | 851    |
| 18.   | Wilant van Gils       | 839    |
| 19.   | John Gadret           | 676    |
| 20.   | Marco Aurelio Fontana | 656    |

| Platz | Fahrer              | Punkte |
| ----- | ------------------- | ------ |
| 23.   | Simon Zahner        | 555    |
| 28.   | Malte Urban         | 452    |
| 38.   | Philipp Walsleben   | 346    |
| 39.   | Jempy Drucker       | 320    |
| 42.   | Johannes Sickmüller | 298    |
| 46.   | Pirmin Lang         | 281    |
| 48.   | René Birkenfeld     | 271    |
| 57.   | Paul Voß            | 230    |
| 62.   | Michael Müller      | 194    |
| 64.   | Gusty Bausch        | 182    |
| 67.   | Finn Heitmann       | 158    |
| 68.   | Thomas Frischknecht | 158    |
| 79.   | Peter Presslauer    | 120    |
| 83.   | Florian Vogel       | 117    |
| 86.   | Andreas Moser       | 110    |
| 87.   | Julien Taramarcaz   | 109    |

| Platz | Nation                 | Punkte |
| ----- | ---------------------- | ------ |
| 1.    | Belgien                | 7083   |
| 2.    | Niederlande            | 4878   |
| 3.    | Tschechien             | 3468   |
| 4.    | Frankreich             | 2427   |
| 5.    | Schweiz                | 2138   |
| 6.    | Vereinigte Staaten     | 1771   |
| 7.    | Italien                | 1625   |
| 8.    | Deutschland            | 1096   |
| 9.    | Slowakei               | 919    |
| 10.   | Polen                  | 886    |
| 11.   | Spanien                | 624    |
| 12.   | Luxemburg              | 554    |
| 13.   | Kanada                 | 435    |
| 14.   | Dänemark               | 413    |
| 15.   | Vereinigtes Königreich | 379    |
| 16.   | Japan                  | 332    |
| 17.   | Kroatien               | 203    |
| 18.   | Österreich             | 230    |
| 19.   | Norwegen               | 37     |
| 20.   | Schweden               | 20     |

## Kalender

### September
|     | Rennen                                                | Kat. | Sieger            | Team                        |
| --- | ----------------------------------------------------- | ---- | ----------------- | --------------------------- |
| 16. | Steenbergcross                                        | C2   | Niels Albert      | Palmans-Cras                |
| 22. | Kinetic Systems – Tailwind Cyclo-Cross 1, Springfield | C2   | Jonathan Page     | Sunweb-Projob               |
| 22. | Star-Crossed Redmond                                  | C2   | Christian Heule   | Stevens                     |
| 23. | GP Neerpelt Wisselbeker Eric Vanderaerden             | C2   | Sven Nys          | Rabobank Continental        |
| 23. | Kinetic Systems – Tailwind Cyclo-Cross 2              | C2   | Jonathan Page     | Sunweb-Projob               |
| 23. | Rad Racing Grand Prix                                 | C2   | Christian Heule   | Stevens                     |
| 26. | Cross Vegas                                           | C2   | Ryan Trebon       | Kona-Your Key Mortgage Team |
| 28. | TOI TOI Cup                                           | C2   | Zdeněk Štybar     | Fidea Cycling Team          |
| 29. | Hanover Grand Prix                                    | C2   | nicht ausgetragen | nicht ausgetragen           |
| 29. | Int. Openingsveldrit Harderwijk om de GP Shimano      | C2   | Sven Nys          | Rabobank Continental        |
| 29. | TOI TOI Cup, Plzeň                                    | C2   | Zdeněk Štybar     | Fidea Cycling Team          |
| 30. | Catamount Grand Prix                                  | C2   | nicht ausgetragen | nicht ausgetragen           |
| 30. | Wedgewood Cross Classic                               | C2   | nicht ausgetragen | nicht ausgetragen           |

### Oktober
|     | Rennen                                            | Kat. | Sieger              | Team                            |
| --- | ------------------------------------------------- | ---- | ------------------- | ------------------------------- |
| 6.  | Whitmore's Landscaping Super Cross Cup 1          | C1   | Erwin Vervecken     | Fidea Cycling Team              |
| 6.  | TOI TOI Cup Uničov                                | C2   | Zdeněk Mlynář       | Max Cursor                      |
| 7.  | Jim Horner Cyclocross Grand Prix                  | C2   | Tim Heemskerk       | United Cycle                    |
| 7.  | National Trophy Series 1, Abergavenny             | C2   | Paul Oldham         | Hope Factory Racing             |
| 7.  | Whitmor's Landscaping Super Cross Cup 2           | C2   | Barry Wicks         | Kona-Your Key Mortgage Team     |
| 13. | Grand Prix of Gloucester 1                        | C2   | Jeremy Powers       | Cyclocrossworld.com             |
| 13. | Grand Prix de la Région Wallonne                  | C2   | Sven Nys            | Rabobank Continental            |
| 13. | Java Johnny's – LionHearts' Cross                 | C2   | Barry Wicks         | Kona-Your Key Mortgage Team     |
| 13. | TOI TOI Cup Hlinsko                               | C2   | Zdeněk Mlynář       | Max Cursor                      |
| 14. | Bio Wheels / United Dairy Farmers Cyclo-Cross     | C2   | Barry Wicks         | Kona-Your Key Mortgage Team     |
| 14. | Challenge de la France Cycliste 1                 | C2   | Francis Mourey      | La Française des Jeux           |
| 14. | Grand Prix of Gloucester 2                        | C2   | Jesse Anthony       | Jamis                           |
| 14. | Int. Radquer Fehraltorf                           | C2   | Simon Zahner        | Bürgis Cycling Team             |
| 14. | Superprestige, Ruddervoorde                       | C1   | Sven Nys            | Rabobank Continental            |
| 14. | Superprestige, Ruddervoorde (U23)                 | C1   | Tom Meeusen         | Fidea Cycling Team              |
| 18. | Kermiscross Ardooie                               | C2   | Niels Albert        | Palmans-Cras                    |
| 20. | Granogue Cross                                    | C1   | Tim Johnson         | Cannondale/Leer/Cyclocrossworld |
| 20. | Kleicros Lebbek                                   | C2   | Enrico Franzoi      | Lampre-Fondital                 |
| 21. | UCI Weltcup, Kalmthout                            | CDM  | Zdeněk Štybar       | Fidea Cycling Team              |
| 21. | UCI Weltcup, Kalmthout (U23)                      | CDM  | Niels Albert        | Palmans-Cras                    |
| 21. | Wissahickon Cross                                 | C2   | Jeremy Powers       | Cyclocrossworld.com             |
| 21. | Dam Cross                                         | C2   | Tristan Schouten    | Planet Bike                     |
| 23. | 7de Nacht van Woerden                             | C2   | Erwin Vervecken     | Fidea Cycling Team              |
| 27. | UCI Weltcup, Tábor                                | CDM  | Sven Nys            | Rabobank Continental            |
| 27. | USGP of Cyclocross – Derby City Cup 1             | C2   | Jeremy Powers       | Cyclocrossworld.com             |
| 28. | G.P. Commune Niederanven et GP Comat              | C2   | Johannes Sickmüller | Harvestehuder RSV v. 1909       |
| 28. | Herdenkingscross Etienne Bleukx                   | C2   | Bart Wellens        | Fidea Cycling Team              |
| 28. | Intern. Radquer Steinmaur                         | C2   | Francis Mourey      | La Française des Jeux           |
| 28. | National Trophy Series 2, Chantry Park            | C2   | Paul Oldham         | Hope Factory Racing             |
| 28. | USGP of Cyclocross – Derby City Cup 2, Louisville | C2   | Tim Johnson         | Cannondale/Leer/Cyclocrossworld |

### November
|     | Rennen                                                          | Kat. | Sieger                | Team                               |
| --- | --------------------------------------------------------------- | ---- | --------------------- | ---------------------------------- |
| 1.  | Cyclo-Cross International de Marle, Marle                       | C2   | Francis Mourey        | La Française des Jeux              |
| 1.  | Internationales Radcross, Magstadt                              | C2   | Christian Heule       | Stevens                            |
| 1.  | Koppenbergcross, Oudenaarde                                     | C1   | Sven Nys              | Rabobank Continental               |
| 1.  | Koppenbergcross, Oudenaarde (U23)                               | C1   | Tom Meeusen           | Fidea Cycling Team                 |
| 3.  | Chainbiter 9.0, Farmington                                      | C2   | Christopher Jones     | Nerac Pro Cycling                  |
| 3.  | Vlaamse Houtlandcross                                           | C2   | Klaas Vantornout      | Fidea Cycling Team                 |
| 3.  | Redline North American Cross, Colorado                          | C2   | Ryan Trebon           | Kona-Your Key Mortgage             |
| 4.  | Aurora Cross, Aurora                                            | C2   | nicht ausgetragen     | nicht ausgetragen                  |
| 4.  | Boulder Cup, Boulder                                            | C1   | Ryan Trebon           | Kona-Your Key Mortgage             |
| 4.  | Europameisterschaften (U23), Hittnau                            | CC   | Niels Albert          | Belgien                            |
| 4.  | Superprestige, Bollekescross                                    | C1   | Sven Nys              | Rabobank Continental               |
| 4.  | Superprestige, Bollekescross (U23)                              | C1   | Thijs van Amerongen   | Van Vliet-EBH Advocaten            |
| 4.  | The Cycle-Smart International                                   | C2   | Jesse Anthony         | Jamis                              |
| 10. | Beacon Cycling & Fitness Cyclo-Cross, Bridgeton (New Jersey)    | C2   | Davide Frattini       | Colavita-Sutter Home               |
| 10. | Niel Jaarmarkt Cross, Niel                                      | C2   | Bart Wellens          | Fidea Cycling Team                 |
| 10. | Centennial Park Cross, Etobicoke                                | C2   | Greg Reain            | RWR / Colnago / Time               |
| 11. | UCI Weltcup, Pijnacker                                          | CDM  | Lars Boom             | Rabobank Continental               |
| 11. | Fort Lewis College Squawka Cross, Durango                       | C2   | Todd Wells            | GT Bicycles                        |
| 11. | Int. Radquer Uster, Uster                                       | C2   | Ralph Näf             | Multivan Merida Biking Team        |
| 11. | Highland Park Cyclo-Cross, Jamesburg                            | C2   | Davide Frattini       | Colavita-Sutter Home               |
| 11. | Centennial Park Cross, Etobicoke                                | C2   | Andrew Watson         | TeamRace.com : Barrie Cycling Club |
| 17. | Grand Prix Stad Hasselt, Hasselt                                | C2   | Sven Nys              | Rabobank Continental               |
| 17. | North Carolina Grand Prix 1                                     | C2   | Justin Spinelli       | Richard Sachs/Rgm/Rex Chiu         |
| 17. | USGP of Cyclocross, Mercer Cup, West Windsor                    | C2   | Ryan Trebon           | Kona-Your Key Mortgage             |
| 18. | Cyclo-Cross International Aigle, Aigle                          | C1   | Simon Zahner          | Bürgis Cycling Team                |
| 18. | Gran Premio Città di Verbania                                   | C2   | Marco Aurelio Fontana | Selle Italia Guerciotti            |
| 18. | National Trophy Series 3, Mallory Park, Leicestershire          | C2   | Maarten Nijland       | Ruiter Dakkapellen Wielerteam      |
| 18. | North Carolina Grand Prix 2                                     | C2   | Jonathan Hamblen      | Richard Sachs/Rgm/Rex Chiu         |
| 18. | Superprestige, Gavere                                           | C1   | Sven Nys              | Rabobank Continental               |
| 18. | USGP of Cyclocross – Mercer Park, West Windsor                  | C2   | Ryan Trebon           | Kona-Your Key Mortgage             |
| 24. | Baystate Cyclocross, Sterling                                   | C2   | Jeremy Powers         | Cyclocrossworld.com                |
| 24. | UCI Weltcup, Koksijde                                           | CDM  | Sven Nys              | Rabobank Continental               |
| 24. | UCI Weltcup, Koksijde (U23)                                     | CDM  | Julien Taramarcaz     | Atlas Romer’s Hausbäckerei         |
| 24. | The Jingle Cross Rock 1, Iowa City                              | C2   | Todd Wells            | GT Bicycles                        |
| 25. | 32e Internationale Kärcher Superprestige Veldrit Gieten, Gieten | C1   | Niels Albert          | Palmans-Cras                       |
| 25. | Superprestige Veldrit Gieten, Gieten (U23)                      | C1   | Philipp Walsleben     | Heinz von Heiden-Focus             |
| 25. | Challenge de la France Cycliste 2, Quelneuc                     | C2   | Francis Mourey        | La Française des Jeux              |
| 25. | Kansai Cyclo-Cross Meeting Yasu Round, Rittō                    | C2   | Keiichi Tsujiura      | Bridgestone Anchor                 |
| 25. | The Jingle Cross Rock 2, Iowa City                              | C2   | Todd Wells            | GT Bicycles                        |

### Dezember
|     | Rennen                                                     | Kat. | Sieger              | Team                                    |
| --- | ---------------------------------------------------------- | ---- | ------------------- | --------------------------------------- |
| 1.  | Lower Allen Classic, Camp Hill                             | C2   | Alec Donahue        | Joe's Garage                            |
| 1.  | USGP of Cyclocross – Portland, Portland-Hillsborough       | C1   | Tim Johnson         | Cannondale/Leer/Cyclocrossworld         |
| 2.  | Carlisle Cross Classic, Carlisle                           | C2   | Alec Donahue        | Joe's Garage                            |
| 2.  | Capital Cross Classic, Reston                              | C2   | Matt White          | FiordiFrutta                            |
| 2.  | UCI Weltcup, Igorre                                        | CDM  | Sven Nys            | Rabobank Continental                    |
| 2.  | Grand Prix Julien Cajot, Leudelingen                       | C2   | Jempy Drucker       | Fidea Cycling Team                      |
| 2.  | International Grand Prix Cyclocross Moos-Sion-Valais, Sion | C2   | Pirmin Lang         | Delta                                   |
| 2.  | USGP of Cyclocross – Portland, Portland-Hillsborough       | C2   | Ryan Trebon         | Kona-Your Key Mortgage Team             |
| 6.  | Ciclocross Internacional Asteasu, Asteasu                  | C2   | Sven Nys            | Rabobank Continental                    |
| 8.  | UCI Weltcup, Mailand                                       | CDM  | nicht ausgetragen   | nicht ausgetragen                       |
| 8.  | UCI Weltcup, Mailand (U23)                                 | CDM  | Philipp Walsleben   | Heinz von Heiden-Focus                  |
| 8.  | Verge NECCS #6, W.E. Steadman GP, Rhode Island             | C2   | Todd Wells          | GT Bicycles                             |
| 9.  | Frankfurter Rad-Cross, Frankfurt am Main                   | C2   | Malte Urban         | Heinz von Heiden-Focus                  |
| 9.  | National Trophy Series 4, Peel Park, Bradford              | C2   | Ian Field           | Hargroves Cycles/Trant/Next/Specialized |
| 9.  | Radquer Wetzikon, Wetzikon                                 | C1   | Francis Mourey      | La Française des Jeux                   |
| 9.  | Superprestige, Veghel                                      | C1   | Sven Nys            | Rabobank Continental                    |
| 9.  | Superprestige, Veghel (U23)                                | C1   | Julien Taramarcaz   | Atlas Romer’s Hausbäckerei              |
| 9.  | Valtellina Iperal Cross, Morbegno                          | C2   | Rafael Visinelli    | GS Forestale Gruppo Sportivo Forestale  |
| 9.  | Verge NECCS #7, NBX GP, Rhode Island                       | C2   | Jeremy Powers       | Cyclocrossworld.com                     |
| 15. | Grote Prijs Rouwmoer, Essen                                | C2   | Sven Nys            | Rabobank Continental                    |
| 15. | National Cyclo-Cross Cup, Kolín                            | C2   | Zdeněk Mlynář       | Max Cursor                              |
| 16. | Challenge de la France Cycliste 3, Cap d’Agde              | C2   | Francis Mourey      | La Française des Jeux                   |
| 16. | Cyclo-Cross Rennaz-Noville, Rennaz                         | C2   | Simon Zahner        | Bürgis Cycling Team                     |
| 16. | Vlaamse Druivenveldrit, Overijse                           | C1   | Klaas Vantornout    | Fidea Cycling Team                      |
| 16. | XII Ciclocross Ciudad de Valencia, Valencia                | C2   | Unai Yus            | Zuyano Club C                           |
| 16. | Ciclocross Del Ponte                                       | C2   | Zdeněk Štybar       | Fidea Cycling Team                      |
| 16. | US-amerikanische Crossmeisterschaften, Kansas City         | CN   | Tim Johnson         | Cannondale/Leer/Cyclocrossworld         |
| 21. | Scheldecross, Antwerpen                                    | C2   | Radomír Šimůnek     | Palmans-Cras                            |
| 22. | Int. Cyclo-Cross Huijbergen                                | C1   | Bart Aernouts       | Rabobank Continental                    |
| 22. | National Cyclo-Cross Cup, Podborany                        | C2   | Zdeněk Štybar       | Fidea Cycling Team                      |
| 23. | Cyclo-Cross de Nommay, Nommay                              | C2   | Francis Mourey      | La Française des Jeux                   |
| 23. | Grote Prijs Montferland, Zeddam                            | C1   | Lars Boom           | Rabobank Continental                    |
| 23. | Internationales Radquer Meilen, Meilen                     | C2   | Christian Heule     | Stevens Racing Team                     |
| 26. | UCI Weltcup, Hofstade                                      | CDM  | Sven Nys            | Rabobank Continental                    |
| 26. | UCI Weltcup, Hofstade (U23)                                | CDM  | Niels Albert        | Palmans-Cras                            |
| 26. | G.P. Geba Sarl, Differdange                                | C2   | Jan Chrobák         | Johnson Controls AS                     |
| 26. | Int. Radquer Dagmersellen, Dagmersellen                    | C2   | Alexandre Moos      | BMC Racing Team                         |
| 27. | Sylvester Cyclo-Cross, Torhout                             | C2   | Klaas Vantornout    | Fidea Cycling Team                      |
| 28. | Azencross, Wuustwezel-Loenhout                             | C1   | Lars Boom           | Rabobank Continental                    |
| 28. | Azencross, Wuustwezel-Loenhout (U23)                       | C1   | Boy van Poppel      | Rabobank Continental                    |
| 29. | Noordzeecross, Middelkerke                                 | C2   | Sven Nys            | Rabobank Continental                    |
| 30. | Badiquer Schmerikon, Schmerikon                            | C1   | Christian Heule     | Stevens Racing Team                     |
| 30. | Superprestige, Diegem                                      | C1   | Sven Nys            | Rabobank Continental                    |
| 30. | Superprestige, Diegem (U23)                                | C1   | Thijs van Amerongen | Van Vliet-EBH Advocaten                 |

### Januar
|     | Rennen                                                         | Kat. | Sieger                | Team                            |
| --- | -------------------------------------------------------------- | ---- | --------------------- | ------------------------------- |
| 1.  | G.P. Hotel Threeland, Pétange                                  | C2   | Steve Chainel         | Auber 93                        |
| 1.  | Grote Prijs Sven Nys                                           | C1   | Sven Nys              | Rabobank Continental            |
| 2.  | Flüüger Quer, Dübendorf                                        | C1   | Christian Heule       | Stevens Racing Team             |
| 2.  | Grote Prijs De Ster Sint-Niklaas, Sint-Niklaas                 | C2   | Rob Peeters           | Landbouwkrediet-Tönissteiner    |
| 9.  | Centrumcross Surhuisterveen                                    | C2   | Sven Nys              | Rabobank Continental            |
| 12. | Cyclo Cross Grand Prix Lille Métropole, Roubaix                | C1   | Erwin Vervecken       | Fidea Cycling Team              |
| 13. | UCI Weltcup, Liévin                                            | CDM  | Lars Boom             | Rabobank Continental            |
| 13. | UCI Weltcup, Liévin (U23)                                      | CDM  | Niels Albert          | Palmans-Cras                    |
| 13. | Cyclo-Cross International de la Ville de Luxembourg, Luxemburg | C2   | nicht ausgetragen     | nicht ausgetragen               |
| 13. | National Trophy Series 5, Derby                                | C2   | Ian Bibby             |                                 |
| 19. | Kasteelcross Zonnebeke, Zonnebeke                              | C2   | Bart Wellens          | Fidea Cycling Team              |
| 19. | Urban Cyclocross, Irvine                                       | C2   | Brent Prenzlow        | Alan North America Cycling Team |
| 20. | UCI Weltcup, Hoogerheide                                       | CDM  | Lars Boom             | Rabobank Continental            |
| 20. | UCI Weltcup, Hoogerheide (U23)                                 | CDM  | Niels Albert          | Palmans-Cras                    |
| 20. | Cyclo-Cross International de Lanarvily, Lanarvily              | C2   | Julien Belgy          | Bouygues Télécom                |
| 20. | Isparteko Udala Sari Nagusia                                   | C2   | Wesley Van Der Linden | Sunweb Pro Job                  |
| 26. | Cyclocross-Weltmeisterschaften (U23), Treviso                  | CM   | Niels Albert          | Belgien                         |
| 27. | Cyclocross-Weltmeisterschaften, Treviso                        | CM   | Lars Boom             | Niederlande                     |

### Februar
|     | Rennen                                      | Kat. | Sieger              | Team                    |
| --- | ------------------------------------------- | ---- | ------------------- | ----------------------- |
| 2.  | Krawatencross, Lille                        | C1   | Niels Albert        | Palmans-Cras            |
| 2.  | Krawatencross, Lille (U23)                  | C1   | Thijs van Amerongen | Van Vliet-EBH Advocaten |
| 3.  | Superprestige, Hoogstraten                  | C1   | Niels Albert        | Palmans-Cras            |
| 3.  | Superprestige, Hoogstraten (U23)            | C1   | Jempy Drucker       | Fidea Cycling Team      |
| 8.  | The Bahrain Cross Country Challenge, Manama | C2   |                     |                         |
| 9.  | Grote Prijs Eecloonaar, Eeklo               | C2   | Klaas Vantornout    | Fidea Cycling Team      |
| 10. | Cyclo Cross Heerlen, Heerlen                | C1   | Klaas Vantornout    | Fidea Cycling Team      |
| 16. | Superprestige, Vorselaar                    | C1   | Niels Albert        | Palmans-Cras            |
| 17. | Sluitingsprijs Oostmalle                    | C1   | Niels Albert        | Palmans-Cras            |

## Meiste Siege
| #                                                                 | Name                | Siege | Team                            |
| ----------------------------------------------------------------- | ------------------- | ----- | ------------------------------- |
| 1                                                                 | Sven Nys            | 19    | Rabobank Continental            |
| 2                                                                 | Niels Albert        | 13    | Palmans-Cras                    |
| 3                                                                 | Francis Mourey      | 7     | La Française des Jeux           |
| 4                                                                 | Ryan Trebon         | 6     | Kona-Your Key Mortgage Team     |
| 4                                                                 | Christian Heule     | 6     | Stevens                         |
| 4                                                                 | Lars Boom           | 6     | Rabobank Continental            |
| 7                                                                 | Zdeněk Štybar       | 5     | Fidea Cycling Team              |
| 7                                                                 | Jeremy Powers       | 5     | Cyclocrossworld.com             |
| 7                                                                 | Klaas Vantornout    | 5     | Fidea Cycling Team              |
| 10                                                                | Todd Wells          | 4     | GT Bicycles                     |
| 10                                                                | Tim Johnson         | 4     | Cannondale/Leer/Cyclocrossworld |
| 12                                                                | Barry Wicks         | 3     | Kona-Your Key Mortgage Team     |
| 12                                                                | Zdeněk Mlynář       | 3     | Max Cursor                      |
| 12                                                                | Simon Zahner        | 3     | Bürgis Cycling Team             |
| 12                                                                | Erwin Vervecken     | 3     | Fidea Cycling Team              |
| 12                                                                | Bart Wellens        | 3     | Fidea Cycling Team              |
| 12                                                                | Thijs van Amerongen | 3     | Van Vliet-EBH Advocaten         |
| Dazu 9 weitere Fahrer mit je 2 Siegen und 30 Fahrer mit je 1 Sieg |                     |       |                                 |